# خوران
خوران قریة كردیة تابعة لقضاء شقلاوة‌ فی محافظة أربیل (هه‌ولێر) فی أقلیم كردستان العراق.
تقع أسفل جبل سفین وهی قریه‌ خلابة بمناظهرها، تشتهر بثمارها مثل العنب والسماق وطقسها بارد في الشتاء ومعتدل في الصيف.